# Andorinha-das-árvores
A andorinha-das-árvores(Tachycineta bicolor) é uma espécie de pássaro da família Hirundinidae. Encontra-se em estado pouco preocupante, de acordo com a UICN.